# Gran Premio di superbike di Donington 2015
Il Gran Premio di superbike di Donington 2015 è stato la sesta prova del campionato mondiale Superbike del 2015 e si è disputato il 24 maggio sul circuito di Donington Park. Nello stesso fine settimana si è corso il sesto gran premio stagionale del campionato mondiale Supersport del 2015.
In Gara 1 della Superbike si è imposto il britannico Tom Sykes davanti ai connazionali Jonathan Rea e Chaz Davies, lo stesso identico risultato si è ripetuto anche in gara 2. Nella gara della Supersport si è imposto il turco Kenan Sofuoğlu.

## Superbike

### Gara 1
Fonte

#### Arrivati al traguardo
| Pos. | Nº | Pilota             | Squadra                          | Motocicletta       | Giri | Tempo     | Griglia | Punti |
| ---- | -- | ------------------ | -------------------------------- | ------------------ | ---- | --------- | ------- | ----- |
| 1º   | 66 | Tom Sykes          | Kawasaki Racing                  | Kawasaki ZX-10R    | 23   | 33'59.865 | 1º      | 25    |
| 2º   | 65 | Jonathan Rea       | Kawasaki Racing                  | Kawasaki ZX-10R    | 23   | +3.743    | 2º      | 20    |
| 3º   | 7  | Chaz Davies        | Aruba.it Racing-Ducati           | Ducati Panigale R  | 23   | +15.140   | 6º      | 16    |
| 4º   | 91 | Leon Haslam        | Aprilia Racing Team - Red Devils | Aprilia RSV4 RF    | 23   | +18.304   | 4º      | 13    |
| 5º   | 86 | Ayrton Badovini    | BMW Motorrad Italia              | BMW S1000 RR       | 23   | +20.362   | 11º     | 11    |
| 6º   | 22 | Alex Lowes         | VOLTCOM Crescent Suzuki          | Suzuki GSX-R1000   | 23   | +20.848   | 5º      | 10    |
| 7º   | 81 | Jordi Torres       | Aprilia Racing Team - Red Devils | Aprilia RSV4 RF    | 23   | +21.807   | 13º     | 9     |
| 8º   | 1  | Sylvain Guintoli   | PATA Honda                       | Honda CBR1000RR SP | 23   | +24.346   | 9º      | 8     |
| 9º   | 2  | Leon Camier        | MV Agusta Reparto Corse          | MV Agusta 1000 F4  | 23   | +30.570   | 7º      | 7     |
| 10º  | 44 | David Salom        | Team Pedercini                   | Kawasaki ZX-10R    | 23   | +39.074   | 10º     | 6     |
| 11º  | 36 | Leandro Mercado    | Barni Racing                     | Ducati Panigale R  | 23   | +44.023   | 15º     | 5     |
| 12º  | 18 | Nicolás Terol      | Althea Racing                    | Ducati Panigale R  | 23   | +46.925   | 14º     | 4     |
| 13º  | 40 | Román Ramos        | Team Go Eleven                   | Kawasaki ZX-10R    | 23   | +50.871   | 16º     | 3     |
| 14º  | 14 | Randy de Puniet    | VOLTCOM Crescent Suzuki          | Suzuki GSX-R1000   | 23   | +1:06.993 | 18º     | 2     |
| 15º  | 59 | Niccolò Canepa     | Grillini SBK                     | Kawasaki ZX-10R    | 23   | +1:09.883 | 19º     | 1     |
| 16º  | 23 | Christophe Ponsson | Team Pedercini                   | Kawasaki ZX-10R    | 23   | +1:26.098 | 17º     |       |
| 17º  | 34 | Davide Giugliano   | Aruba.it Racing-Ducati           | Ducati Panigale R  | 22   | +1 giro   | 3º      |       |
| 18º  | 75 | Gábor Rizmayer     | BMW Team Toth                    | BMW S1000 RR       | 22   | +1 giro   | 22º     |       |
| 19º  | 10 | Imre Tóth          | BMW Team Toth                    | BMW S1000 RR       | 22   | +1 giro   | 21º     |       |

#### Ritirato
| Nº | Pilota            | Squadra       | Motocicletta      | Giri | Griglia |
| -- | ----------------- | ------------- | ----------------- | ---- | ------- |
| 51 | Santiago Barragán | Grillini SBK  | Kawasaki ZX-10R   | 17   | 20º     |
| 15 | Matteo Baiocco    | Althea Racing | Ducati Panigale R | 13   | 8º      |

#### Squalificato
| Nº | Pilota               | Squadra    | Motocicletta    | Giri | Griglia |
| -- | -------------------- | ---------- | --------------- | ---- | ------- |
| 60 | Michael van der Mark | PATA Honda | Honda CBR1000RR | 8    | 12º     |

### Gara 2
Fonte

#### Arrivati al traguardo
| Pos. | Nº | Pilota            | Squadra                          | Motocicletta       | Giri | Tempo     | Griglia | Punti |
| ---- | -- | ----------------- | -------------------------------- | ------------------ | ---- | --------- | ------- | ----- |
| 1º   | 66 | Tom Sykes         | Kawasaki Racing                  | Kawasaki ZX-10R    | 23   | 33'52.649 | 1º      | 25    |
| 2º   | 65 | Jonathan Rea      | Kawasaki Racing                  | Kawasaki ZX-10R    | 23   | +9.772    | 2º      | 20    |
| 3º   | 7  | Chaz Davies       | Aruba.it Racing-Ducati           | Ducati Panigale R  | 23   | +12.304   | 6º      | 16    |
| 4º   | 91 | Leon Haslam       | Aprilia Racing Team - Red Devils | Aprilia RSV4 RF    | 23   | +15.601   | 4º      | 13    |
| 5º   | 34 | Davide Giugliano  | Aruba.it Racing-Ducati           | Ducati Panigale R  | 23   | +15.779   | 3º      | 11    |
| 6º   | 22 | Alex Lowes        | VOLTCOM Crescent Suzuki          | Suzuki GSX-R1000   | 23   | +23.136   | 5º      | 10    |
| 7º   | 81 | Jordi Torres      | Aprilia Racing Team - Red Devils | Aprilia RSV4 RF    | 23   | +26.674   | 13º     | 9     |
| 8º   | 1  | Sylvain Guintoli  | PATA Honda                       | Honda CBR1000RR SP | 23   | +27.206   | 9º      | 8     |
| 9º   | 86 | Ayrton Badovini   | BMW Motorrad Italia              | BMW S1000 RR       | 23   | +31.469   | 11º     | 7     |
| 10º  | 15 | Matteo Baiocco    | Althea Racing                    | Ducati Panigale R  | 23   | +34.659   | 8º      | 6     |
| 11º  | 40 | Román Ramos       | Team Go Eleven                   | Kawasaki ZX-10R    | 23   | +36.298   | 16º     | 5     |
| 12º  | 44 | David Salom       | Team Pedercini                   | Kawasaki ZX-10R    | 23   | +36.682   | 10º     | 4     |
| 13º  | 36 | Leandro Mercado   | Barni Racing                     | Ducati Panigale R  | 23   | +1:17.739 | 15º     | 3     |
| 14º  | 14 | Randy de Puniet   | VOLTCOM Crescent Suzuki          | Suzuki GSX-R1000   | 23   | +1:24.434 | 18º     | 2     |
| 15º  | 51 | Santiago Barragán | Grillini SBK                     | Kawasaki ZX-10R    | 23   | +1:24.601 | 20º     | 1     |
| 16º  | 75 | Gábor Rizmayer    | BMW Team Toth                    | BMW S1000 RR       | 22   | +1 giro   | 22º     |       |
| 17º  | 10 | Imre Tóth         | BMW Team Toth                    | BMW S1000 RR       | 22   | +1 giro   | 21º     |       |

#### Ritirati
| Nº | Pilota               | Squadra                 | Motocicletta       | Giri | Griglia |
| -- | -------------------- | ----------------------- | ------------------ | ---- | ------- |
| 23 | Christophe Ponsson   | Team Pedercini          | Kawasaki ZX-10R    | 7    | 17º     |
| 18 | Nicolás Terol        | Althea Racing           | Ducati Panigale R  | 6    | 14º     |
| 59 | Niccolò Canepa       | Grillini SBK            | Kawasaki ZX-10R    | 4    | 19º     |
| 60 | Michael van der Mark | PATA Honda              | Honda CBR1000RR SP | 4    | 12º     |
| 2  | Leon Camier          | MV Agusta Reparto Corse | MV Agusta 1000 F4  | 3    | 7º      |

## Supersport
Fonte

### Arrivati al traguardo
| Pos. | Nº | Pilota             | Squadra                       | Motocicletta     | Giri | Tempo     | Griglia | Punti |
| ---- | -- | ------------------ | ----------------------------- | ---------------- | ---- | --------- | ------- | ----- |
| 1º   | 54 | Kenan Sofuoğlu     | Kawasaki Puccetti Racing      | Kawasaki ZX-6R   | 20   | 30'20.711 | 1º      | 25    |
| 2º   | 16 | Jules Cluzel       | MV Agusta Reparto Corse       | MV Agusta F3 675 | 20   | +0.891    | 3º      | 20    |
| 3º   | 77 | Kyle Ryde          | Pacedayz European TrackDays   | Yamaha YZF R6    | 20   | +7.968    | 2º      | 16    |
| 4º   | 87 | Lorenzo Zanetti    | MV Agusta Reparto Corse       | MV Agusta F3 675 | 20   | +8.124    | 5º      | 13    |
| 5º   | 99 | Patrick Jacobsen   | Kawasaki Intermoto Ponyexpres | Kawasaki ZX-6R   | 20   | +12.388   | 6º      | 11    |
| 6º   | 80 | Luke Stapleford    | Profile Racing                | Triumph 675 R    | 20   | +16.135   | 4º      | 10    |
| 7º   | 94 | Sam Hornsey        | Profile Racing                | Triumph 675 R    | 20   | +22.879   | 7º      | 9     |
| 8º   | 4  | Gino Rea           | CIA Landlords Insurance Honda | Honda CBR600RR   | 20   | +29.055   | 8º      | 8     |
| 9º   | 66 | Niki Tuuli         | Kallio Racing                 | Yamaha YZF R6    | 20   | +35.607   | 16º     | 7     |
| 10º  | 67 | Andy Reid          | CORE'' Motorsport Thailand    | Honda CBR600RR   | 20   | +36.043   | 13º     | 6     |
| 11º  | 44 | Roberto Rolfo      | Team Lorini                   | Honda CBR600RR   | 20   | +36.758   | 9º      | 5     |
| 12º  | 84 | Riccardo Russo     | CIA Landlords Insurance Honda | Honda CBR600RR   | 20   | +40.545   | 15º     | 4     |
| 13º  | 36 | Martín Cárdenas    | CIA Landlords Insurance Honda | Honda CBR600RR   | 20   | +43.813   | 17º     | 3     |
| 14º  | 11 | Christian Gamarino | Team Go Eleven                | Kawasaki ZX-6R   | 20   | +47.071   | 14º     | 2     |
| 15º  | 74 | Kieran Clarke      | CIA Landlords Insurance Honda | Honda CBR600RR   | 20   | +50.450   | 22º     | 1     |
| 16º  | 68 | Glenn Scott        | AARK Racing                   | Honda CBR600RR   | 20   | +50.852   | 21º     |       |
| 17º  | 24 | Marcos Ramírez     | Team Lorini                   | Honda CBR600RR   | 20   | +1:16.406 | 28º     |       |
| 18º  | 10 | Nacho Calero       | Orelac Racing                 | Honda CBR600RR   | 20   | +1:19.071 | 25º     |       |

### Ritirati
| Nº  | Pilota            | Squadra                       | Motocicletta     | Giri | Griglia |
| --- | ----------------- | ----------------------------- | ---------------- | ---- | ------- |
| 41  | Aiden Wagner      | Kawasaki Intermoto Ponyexpres | Kawasaki ZX-6R   | 17   | 19º     |
| 14  | Lucas Mahias      | Kawasaki Intermoto Ponyexpres | Kawasaki ZX-6R   | 16   | 20º     |
| 34  | Ezequiel Iturrioz | CATBIKE/exit                  | Kawasaki ZX-6R   | 14   | 27º     |
| 61  | Fabio Menghi      | VFT Racing                    | Yamaha YZF R6    | 10   | 10º     |
| 5   | Marco Faccani     | San Carlo Puccetti Racing     | Kawasaki ZX-6R   | 10   | 24º     |
| 19  | Kevin Wahr        | SMS Racing                    | Honda CBR600RR   | 7    | 11º     |
| 25  | Alex Baldolini    | Race Department ATK#25        | MV Agusta F3 675 | 7    | 18º     |
| 111 | Kyle Smith        | PATA Honda                    | Honda CBR600RR   | 3    | 12º     |
| 161 | Alexey Ivanov     | DMC Racing                    | Yamaha YZF R6    | 0    | 26º     |
| 6   | Dominic Schmitter | Team Go Eleven                | Kawasaki ZX-6R   | 0    | 23º     |